# Мрковичи

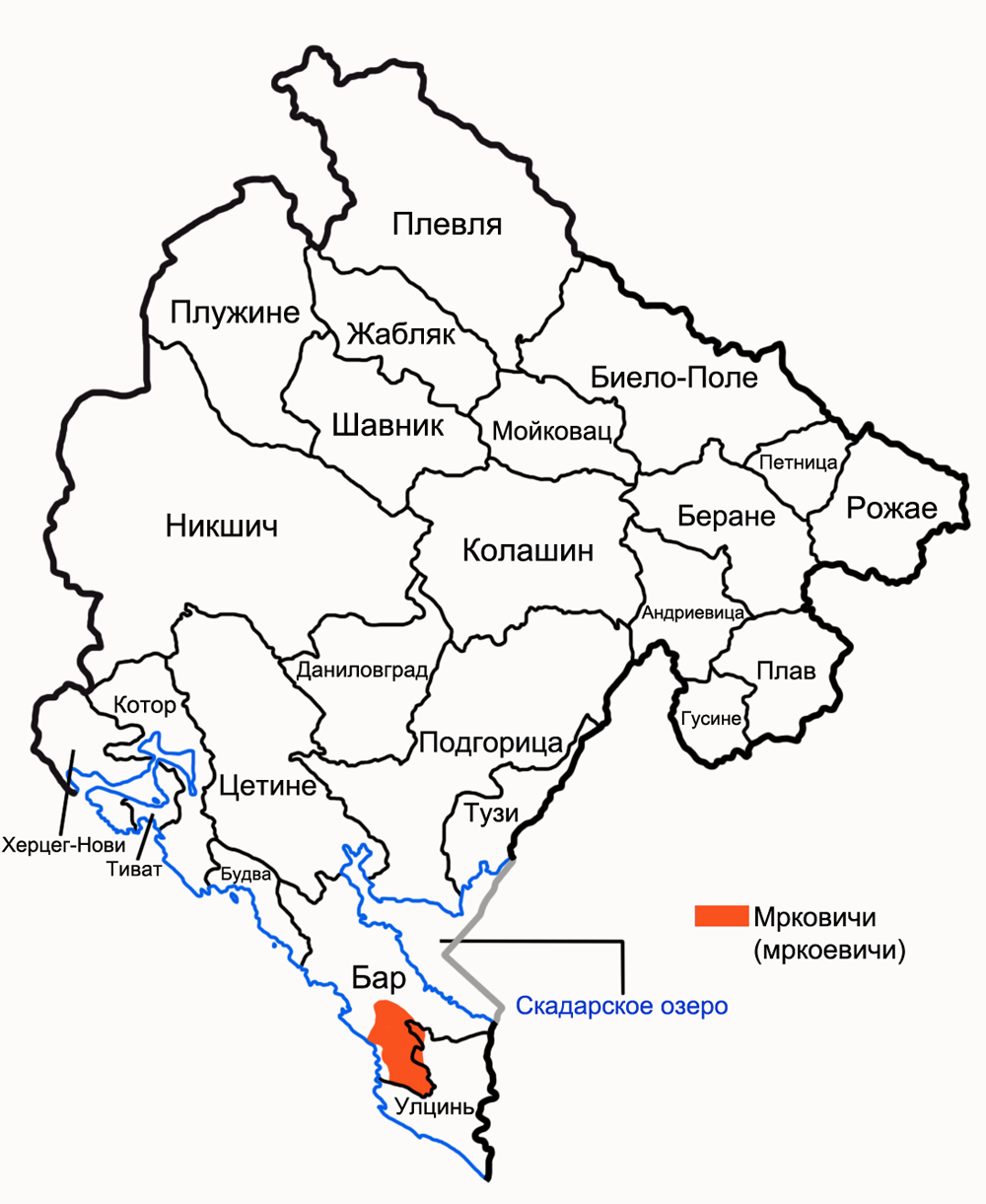
Область расселения мрковичей на карте Черногории

Мрко́вичи или мрко́евичи (серб. Мрковићи / Mrkovići, Мркоjевићи /
Mrkojevići; алб. mërkot) — одно из черногорских племён, а также историческая область (краи́на), населявшаяся представителями этого племени, на юге Черногории в Приморье между городами Бар и Улцинь.
Жители области Мрковичи исповедуют ислам (за исключением нескольких семей, живущих в селе Добра-Вода, которые придерживаются православия), по большей части относят себя к мусульманам (муслиманам) как к этнической группе и черногорцам, в меньшей степени — к сербам и бошнякам, встречается также такой этноним как муслимани-черногорцы (черногорцы-муслимани). Говорят на сербском языке (в переписи указывают его как «черногорский»), среди лиц старшего поколения сохраняются местные мрковичские говоры цетинско-барской группы зетско-рашского диалекта. В сёлах на границе с албанскими регионами распространено сербско-албанское двуязычие.

## География

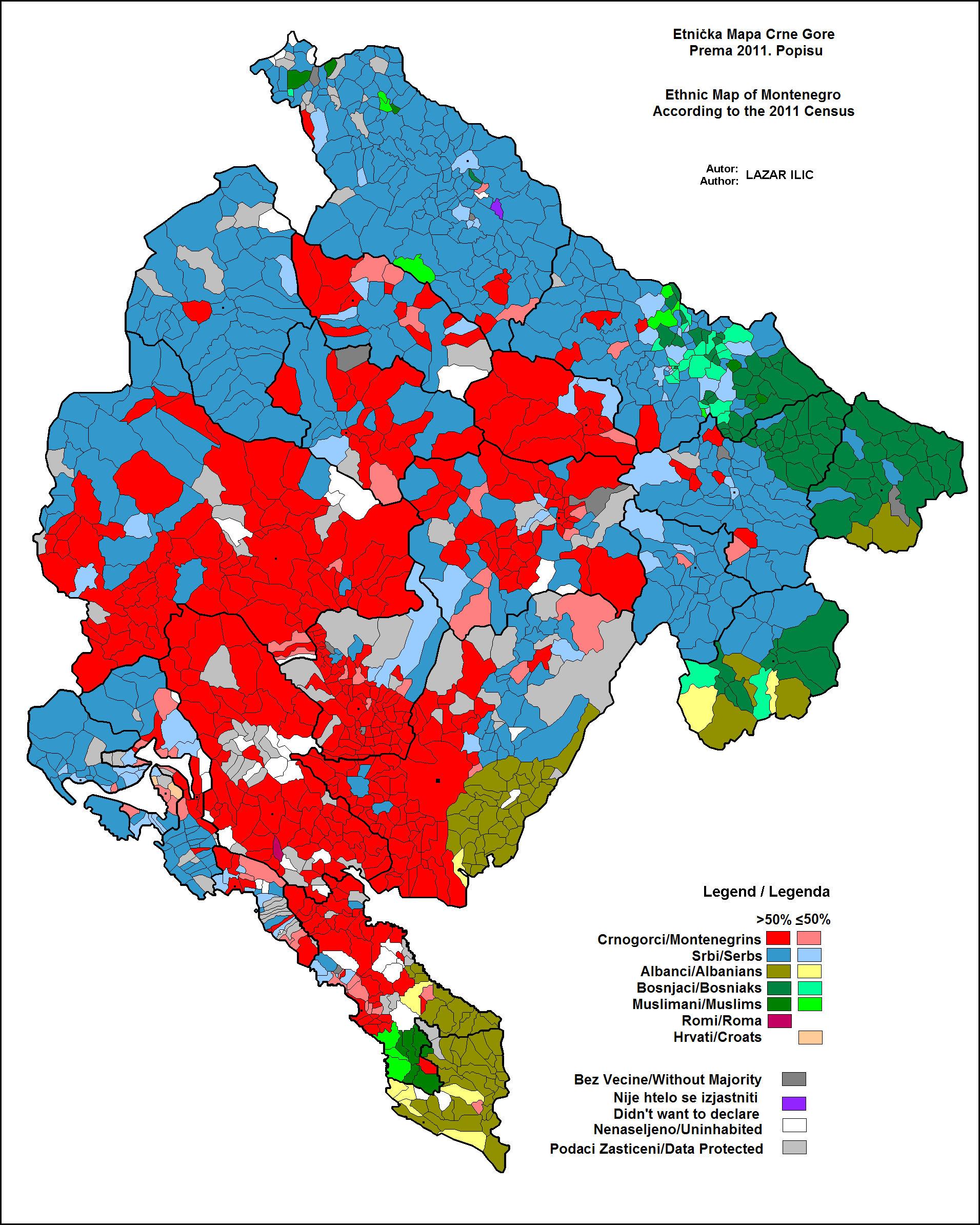
Область расселения мусульман (муслиман) в южной части Черногории (по данным переписи 2011 года)

Согласно современному административно-территориальному делению Черногории, племенная область (краина) Мрковичи расположена в юго-западной части общины Бар рядом с государственной границей с Албанией, проходящей по реке Бояна (Буна). Часть сёл ранее была расположена в районах общины Улцинь, приграничных с территорией общины Бар. Основная часть мрковичских сёл находится на плоскогорье к югу от города Бар. На северо-востоке Мрковичи соседствует с албаноязычным регионом Краина (Скадарска-Кра́ина), включающим субрегионы Шестани (к северо-западу) и Края (к юго-востоку). Мрковичи и Краину разделяют горы Румия. На востоке Мрковичи граничит по реке Меджюреч с албаноязычной областью Ана-э-Малит. С юга и юго-востока к мрковичской территории примыкает регион с центром в городе Улцинь со смешанным населением, в котором преобладают по численности албанцы. Границей между ними являются горы Можура. С северо-запада Мрковичи граничат с сербоязычным регионом Пода, с севера — с регионом Туджемили.
Мрковичи разделяют на два субрегиона — собственно Мрковичи и Горана, первый из которых занимает северную, центральную и юго-западную части области, а второй — юго-восточную. Собственно мрковичский регион включает сёла в Мрковском Поле на склоне горы Лисинь и у её подножия — Добра-Вода (на берегу Адриатического моря), Дабезичи (с заселками Дапчевичи и Мали-Калиман), Веле-Село (с заселком Луне), Грдовичи, Печурице (с заселком Равань), Лесковац и Меджюреч (ныне не существует). На склонах гор Румии расположены заброшенные в настоящее время мрковичские сёла Мали-Микуличи и Вели-Микуличи. К югу от Мрковского Поля размещены сёла Куне (с заселками Комина, Душкичи, Петовичи и Карастановичи) и Пелинковичи (с заселком Вукичи). Субрегион Горана включает расположенные у горного хребта Можура сёла Мали-Горана и Веля-Горана.
Жители Гораны причисляют себя к общности мрковичей, но называют себя «горанцы (горанец, горанка)» (goranci, goranac, goranka), а этнонимом «мрковичи» предпочитают называть жителей остальных сёл области Мрковичи.

## История
Мрковичи впервые упоминаются в венецианском документе 1409 г. как Li Marchoe, черногорское племя, проживающее между Баром и Улцинем.